# Adam Schaff
Adam Schaff (Leópolis, 10 de marzo de 1913 - Varsovia, 12 de noviembre de 2006) fue un filósofo marxista polaco. 
Estudió derecho y economía en la École des Sciences Politiques et Économiques de París y Filosofía en Polonia, y se especializó en epistemología.
En 1945, obtuvo el título de Filosofía en la Universidad de Moscú. Su regreso a Polonia con el ejército rojo, y un mes en la resistencia polaca como miembro del comité central del Partido Obrero Unificado Polaco, le confirieron la primera silla polaca en filosofía marxista en la Universidad de Varsovia en 1948. En este cargo, Schaff explotó su intelecto en defensa de los marxistas ortodoxos y fue considerado el ideólogo oficial del partido comunista. 
Tras la muerte de Stalin, un nuevo período comenzó, y Schaff se unió a la escuela más humanista y antropológica iniciada por Leszek Kołakowski. Esta escuela pensaba que el objeto de la filosofía debía ser el hombre y sus acciones (fenomenología y existencialismo), rescatando el marxismo histórico y las acciones humanas como creadoras de conocimiento en relación con un contexto social. En su obra "El comunismo en la encrucijada" (1982) Schaff se aproxima a la tesis del socialismo democrático y del eurocomunismo. 
Schaff fue miembro de la Academia Polaca de Ciencias y del Club de Roma.

## Algunas obras en español
- La teoría de la verdad en el materialismo y el idealismo (Lautaro, 1951)
- Introducción a la semántica (FCE, 1960)
- Lenguaje y conocimiento (Grijalbo, 1963)
- Filosofía del hombre (Marx o Sartre) (Grijalbo, 1963)
- Marxismo e individuo humano (Grijalbo, 1965)
- Ensayos sobre filosofía del lenguaje (Ariel, 1968)
- Historia y Verdad (Grijalbo, 1971)
- Estructuralismo y marxismo (Grijalbo, 1974)
- Ideología y marxismo (Grijalbo, 1975)
- La alienación como fenómeno social (Crítica, 1977)
- El comunismo en la encrucijada (Crítica, 1982)
- ¿Qué futuro nos aguarda? (Crítica, 1985)
- Perspectivas del socialismo moderno (Crítica, 1988)
- Humanismo ecuménico (Trotta, 1993)
- Mi siglo XX: cartas escritas a mí mismo (Editorial Sistema, 1993)
- El marxismo a final de siglo (Ariel, 1994)
- Noticias de un hombre con problemas (Taurus, 1997)
- Meditaciones sobre el socialismo (Siglo XXI Editores, 1998) Archivado el 2 de abril de 2015 en Wayback Machine.
- El nuevo socialismo (Editorial Sistema, 2000)

## Filmografía
- Nie ma innej drogi (No hay otra manera). Documental sobre Adam Schaff. Producción de Ewa Żmigrodzka y Krzysztof Zwoliński para la Televisión Polaca (TVP), Varsovia, 2003. Disponible en YouTube.

- Datos: Q350829
- Multimedia: Adam Schaff / Q350829